# Budvydas
Budvydas (auch Budividas und Pukuveras genannt; † um 1295) war von 1291 bis ca. 1295 der Großfürst von Litauen. Budvydas war der Sohn oder der Neffe von Vaišelga, doch sind die Einzelheiten unklar. Er übernahm das Herrschaftsamt 1291 nach dem Tod seines Bruders Butegeidis. Seine kurze Amtszeit war geprägt von Kämpfen mit dem Deutschen Orden. Er hatte insgesamt vier Söhne, mit denen die Geschichte des litauischen Herrschaftsgeschlechts besser als zuvor belegt ist. Nach seinem Tod übernahm sein Sohn Vytenis die Macht über das Großfürstentum Litauen.